# Prototheora
Prototheora (лат.) — род разнокрылых бабочек из надсемейства Hepialoidea, выделяемый в монотипное семейство Prototheoridae. Эндемики Африки, встречаются, главным образом, в южной части материка (ЮАР, Ангола), один вид недавно найден в Малави. Молевидные бабочки (размах крыльев около 2 см).

## Систематика
13 видов, два из которых ранее выделяли в отдельный род Metatheora Meyrick, 1919. Семейство рассматривается как одно из базальных в надсемействе Hepialoidea, отличаясь от других близких семейств несколькими плезиоморфными признаками, включая сохранение 3-члениковых нижнечелюстных щупиков (плезиоморфное состояние среди Hepialoidea), простые антенны, генерализованная структура ног с полным набором голенных шпор (0-2-4), и простым рядом абдоминальных шипиков на сегментах A3-7 у куколок.

- Prototheora parachlora (Meyrick, 1919) (первоначально был описан в составе Metatheora)
  - =Prototheora paraglossa; Janse, 1942
- Prototheora petrosema Meyrick, 1917 typus
- Prototheora monoglossa Meyrick, 1924
- Prototheora corvifera (Meyrick, 1920) (первоначально был описан в составе Metatheora)
- Prototheora merga Davis, 1996
- Prototheora quadricornis Meyrick, 1920
- Prototheora biserrata Davis, 1996
- Prototheora serruligera Meyrick, 1920
- Prototheora cooperi Janse, 1942
- Prototheora geniculata Davis, 1996
- Prototheora drackensbergae Davis, 1996
- Prototheora angolae Davis, 1996 — Ангола
- Prototheora malawiensis Davis, 2001 — Малави[4]